# Delta III
Delta III – rakieta nośna z serii rakiet Delta. Choć potrafiła udźwignąć dwukrotnie cięższy ładunek niż Delta II, jednak była najbardziej zawodną Deltą w historii. Na wszystkie 3 starty tylko 1 zakończył się częściowym powodzeniem. Jedynym komponentem Delty III używanym obecnie jest 2. stopień (Delta Cryogenic Second Stage), którego zmodyfikowane wersje wchodzą w skład rakiet Delta IV.

## Starty
1. 27 sierpnia 1998, 01:17 GMT; s/n Delta 259 ; miejsce startu: Cape Canaveral Air Force Station (LC-17B), USA
Ładunek: Galaxy 10; Uwagi: start nieudany – utrata kontroli nad rakietą, ładunek nie dostał się na orbitę
2. 5 maja 1999, 01:00 GMT; s/n Delta 269 ; miejsce startu: CCAFS (LC-17B), USA
Ładunek: Orion 3; Uwagi: start nieudany – awaria silnika członu drugiego, satelita umieszczony na niewłaściwej orbicie
3. 23 sierpnia 2000, 11:05 GMT; s/n Delta 280 ; miejsce startu: CCAFS (LC-17B), USA
Ładunek: DM-F3 – makieta satelity Orion 3; Uwagi: start częściowo udany – makieta osiągnęła niższą orbitę niż planowano